# Tarkio, Missouri
Tarkio, Missouri (енгл. Tarkio) град је у америчкој савезној држави Мисури.

## Демографија
По попису из 2010. године број становника је 1.583, што је 352 (-18,2%) становника мање него 2000. године.
| Група             | 2000.         | 2010.         |
| Белци             | 1.778 (91,9%) | 1.536 (97,0%) |
| Афроамериканци    | 122 (6,3%)    | 13 (0,8%)     |
| Азијати           | 5 (0,3%)      | 6 (0,4%)      |
| Хиспаноамериканци | 15 (0,8%)     | 16 (1,0%)     |
| Укупно            | 1.935         | 1.583         |